# Hydrobiosis torrentis
Hydrobiosis torrentis là một loài Trichoptera trong họ Hydrobiosidae. Chúng phân bố ở miền Australasia.